# 2NE1 TV & 빅뱅 TV
"2NE1 TV & 빅뱅 TV"는 대한민국의 케이블 방송국 Mnet에서 방송하는 프로그램이다. YG 엔터테인먼트 소속 음악 그룹 2NE1과 빅뱅의 24시간 일상을 보여주는 리얼리티 프로그램이다. 24시간 해적방송을 표방하여 끝에 'TV'라는 이름이 붙인다. 2NE1뿐만 아니라 이후에도 YG 엔터테인먼트 소속 가수들 끝머리에 'TV'를 붙여서 후속 시리즈로 방영할 예정이다.

## 논란
- 2NE1의 멤버인 공민지의 바지가 선정적인 곰돌이 바지를 입고 있어서 논란이 되고 있다. 또 산다라 박의 바지도 색상이 다르지만 같은 내용이 담겨 있어서 논란이 되고 있다.[1]
- 빅뱅의 멤버 지드래곤이 손가락 욕을 하는 듯한 장면이 나왔으나, 혹시나하는 논란의 여지때문에 모자이크를 했던것일뿐, 모자이크를 벗긴것을 공개하자 오해임이 밝혀졌다.[2]